# La Digne-d'Aval
La Digne-d'Aval è un comune francese di 552 abitanti situato nel dipartimento dell'Aude nella regione dell'Occitania.

## Società

### Evoluzione demografica
Abitanti censiti